# Dalis Komyszuwacha
Dalis Komyszuwacha (ukr. Футбольний клуб «Даліс» Комишуваха, Futbolnyj Kłub "Dalis" Komyszuwacha) – ukraiński klub piłkarski z siedzibą w miejscowości Komyszuwacha, w obwodzie zaporoskim.

## Historia
Chronologia nazw:
- 199?—????: Dalis Komyszuwacha (ukr. «Даліс» Комишуваха)

Drużyna piłkarska Dalis Komyszuwacha została założona w miejscowości Komyszuwacha w latach 90. XX wieku. Zespół występował w rozgrywkach mistrzostw i Pucharu obwodu zaporoskiego. W sezonie 1997/98 debiutował w rozgrywkach Mistrzostw Ukrainy spośród drużyn amatorskich. Najpierw zajął 1. miejsce w 4 grupie, a potem w turnieju finałowym zdobył srebrne medale oraz awans do Drugiej Ligi. Ale zrezygnował z rozgrywek na szczeblu profesjonalnym. Również w tym sezonie startował w Pucharze Ukrainy spośród drużyn amatorskich, gdzie ustąpił w finale klubowi Zoria Chorostków - 1:2. Potem kontynuował występy w rozgrywkach Mistrzostw i Pucharu obwodu, dopóki nie został rozwiązany.

## Sukcesy
- Mistrzostwa Ukrainy spośród drużyn amatorskich:

2. miejsce: 1997/98
- Puchar Ukrainy spośród drużyn amatorskich:

finalista: 1997/98